# 丛毛垂叶榕
丛毛垂叶榕（学名：Ficus benjamina var. nuda）为桑科榕属下的一个变种。分布于中国云南（金平、红河、西双版纳、耿马等地）；尼泊尔、印度东北部、越南、泰国、菲律宾、巴布亚新几内亚。